# Glaubensbekenntnis des Michael Paläologus
Das Glaubensbekenntnis des Michael Paläologus meint die Ὁμολογία πίστεως, die Georgios Akropolites auf dem Zweiten Konzil von Lyon im Namen des Kaisers Michael VIII. ablegte. 
Damit wurde die vom Konzil angestrebte und vom Kaiser gewünschte Heilung des „Morgenländischen Schismas“ scheinbar zum Erfolg, sie traf jedoch auf fast geschlossenen Widerstand bei den orthodoxen Geistlichen. Patriarch Joseph I. Galesiotes trat zurück und wurde durch Johannes Bekkos ersetzt, der zur Sache der Einheit konvertiert war. Trotz fortgesetzter intellektueller Verteidigung der Einheit durch Johannes und Unterdrückung jedes Widerstands durch Michael, blieb die große Mehrheit der byzantinischen Christen unversöhnlich gegen eine Vereinigung mit den lateinischen „Ketzern“.
Das Glaubensbekenntnis liegt in verschiedenen textgeschichtlichen Stadien und Fassungen vor: Ein lateinischer Entwurf der Päpste Clemens IV. und Gregor V. (1267 und 1272);  Kaiser Michaels III. nach Lyon übermitteltes Bekenntnis vom März 1274 (nur lateinisch überliefert, zum einen in der amtlichen Version der konstantinopolitanischen Kanzlei, zum anderen in einer westlichen Kontrollübersetzung), zwei Erneuerungen im April 1277 durch Michael VIII. und den Mitkaiser Andronikos II. (einziges erhaltenes griechisches Original der Lyoner Ὁμολογία) und schließlich die jüngere patriarchale Adaptation jenes Bekenntnisses durch Johannes XI. Bekkos (April 1277). An den vorkonziliaren lateinischen Entwürfen nahm Kaiser Michaels Text von 1274 zwei gewichtige Veränderungen vor: Den beanspruchten päpstlichen Jurisdiktionsprimat suchte er durch eine kurze Texttilgung zu begrenzen, und  ein längerer Zusatz fordert vom Papst Garantien für die Beibehaltung aller weder Bibel noch Vätern und Konzilien widersprechenden liturgischen Bräuche der Griechen, einschließlich der Rezitation des Symbolons ohne filioque-Zusatz.   
Der erste Teil wurde schon vor der Trennung des Ostens von Leo IX. an Petrus von Antiochien gesandt und reicht in das 5. Jahrhundert zurück, der zweite Teil berücksichtigt die jüngeren Auseinandersetzungen mit dem Osten.